# L'Egyptienne
L'Egyptienne es una revista mensual egipcia redactada en francés entre 1925 y 1940. Se considera una de las primeras publicaciones feministas en Egipto. Fue una iniciativa impulsada y financiada por Hudà Sha‘arāwī a través del apoyo de la UFE (Unión Feminista Egipcia).

## Antecedentes
L’Egyptienne surge durante el gobierno del partido Wafd dirigido por Sa’ad Zaghlul y caracterizado por el auge del feminismo egipcio. El protagonismo de las mujeres en las protestas anticoloniales fue fundamental para su éxito. Durante estas fechas las mujeres de distintas clases sociales se unieron bajo un mismo objetivo: la independencia de Egipto. Sus movilizaciones consistían en manifestaciones populares donde exponían públicamente sus numerosas reivindicaciones. Además emplearon el sabotaje en sus acciones políticas cortando líneas telegráficas o destruyendo las líneas de ferrocarriles con el objetivo de obstaculizar el movimiento de las tropas británicas.
Las actitudes comprometidas de estas mujeres supusieron una ruptura con los modelos tradicionales de conducta de género. Entre las activistas destacó Hudà Sha‘arāwī como líder de las protestas nacionalistas. Cuando los nacionalistas egipcios fueron arrestados durante los eventos de 1919, las mujeres mantuvieron vivo el movimiento con manifestaciones a las que acudían por las calles.

## Historia
La lengua francesa alcanzó un gran prestigio desde 1920 hasta 1940 cuando comenzaron las publicaciones en francés de revistas, periódicos y literatura. En los harenes las más jóvenes eran instruidas como símbolo de distinción y realeza, ya que sólo como símbolo de distinción y realeza. Por tanto, la redacción de L’Egyptienne está editada en francés ya que se considera un periódico dirigido a un lectoras y lectores de la élite egipcia y las extranjeras con el fin de popularizar el movimiento feminista egipcio.  
Sus publicaciones mensuales continuaron hasta 1940, y años más tarde, en 1937 fundaron al-Misriyya. Esta última publicación conservó la misma temática y gracias a sus campañas de difusión en los medios de comunicación a favor de la alfabetización de la mujer, la UFE logró atraer a un mayor número de lectoras arabófonas. Tras su éxito con la educación de las mujeres egipcias decidieron publicar en lengua árabe. 

Siza Nabarawi fue nombrada directora y redactora jefe con la función principal de cuidar la redacción y la temática de la revista. En el lanzamiento  de la revista se concretaron sus principios, las reivindicaciones de la UFE, sus aportaciones en el proyecto político de los derechos de la mujer y algunos discursos sociales ceñidos a la misma temática.  L'Egyptienne planteó desde el principio la finalidad de su proyecto:
"1. Agrupar las actividades intelectuales egipcias y relacionarlas con las de otros países para el triunfo del derecho y las ideas humanitarias.

2. Servir de órgano a todas las reivindicaciones feministas egipcias y extranjeras y contribuir así a dar mas fuerza al movimiento feminista internacional." 

## Declaración de principios
En el primer número de la revista fue publicado la siguiente programa de reivindicaciones políticas, sociales y feministas presentado en 1924 a los miembros del parlamento por dos asociaciones: la Delegación Política de Mujeres y la Unión Feminista Egipcia.

### Parte política
1. La independencia absoluta de Egipto y Sudán.
2. La neutralidad del Canal de Suez de acuerdo con las disposiciones de los firmantes y tratados que dan a Egipto la libertad de salvaguardar esta neutralidad como antes de la ocupación.
3. Incumplimiento de las medidas adoptadas por Inglaterra con respecto a Egipto, ya sea con respecto a sí mismo o con respecto a las otras potencias. 
El no reconocimiento de los acuerdos concluidos anteriormente sin el consentimiento de la nación, especialmente en lo que respecta a la Convención de Sudán, la declaración del 28 de febrero, así como las leyes y medidas que emanan de ella. 
4. El no reconocimiento del contenido del Tratado de Lausana de 1923 provocó que el Tesoro egipcio tuviera que pagar las deudas de la antigua Turquía, ya que la Soberanía turca sobre Egipto había llegado a su fin y los derechos de Turquía sobre Egipto habían caducado.
5. Conclusión amistosa de acuerdos directos entre el Egipto independiente, por una parte, y las Potencias Capitulares, por otra.
6. Si la nación considera necesario entablar negociaciones con Inglaterra para recuperar su derecho violado, la Delegación elegida a tal efecto deberá hacer una declaración precisa de las bases sobre las que se propone negociar e Inglaterra deberá aceptar en principio estas bases para no condenar las negociaciones al mismo fracaso como en ocasiones anteriores. 

### Parte social
1. Ejecución inmediata del texto constitucional sobre la educación obligatoria en todas las partes del país.
2. Promover una educación religiosa y moral en todas las escuelas.
3. Aumentar el número de misiones escolares y darles la atención que tanto necesitan en este momento, poniéndolas bajo la supervisión de egipcios capaces.
4. Abolir las restricciones de edad en la educación secundaria y superior para permitir el acceso a la educación.
5. Enseñar las primeras nociones de higiene, de derecho público y si es posible de arte musical por sus beneficios para la mente.
6. Realizar lo antes posible el proyecto de la fundación de la universidad, así como de un Comité encargado de la traducción de obras extranjeras modernas para facilitar la enseñanza en árabe.
7. Fomentar las industrias locales:
a) Modificando la organización aduanera para proteger las industrias nacionales contra la competencia extranjera, especialmente los artículos de lujo.
b) Apoyando las pequeñas industrias.
c) Organizando mercados y exposiciones en Egipto y en el extranjero.
d) Limitando las concesiones comerciales otorgadas a extranjeros.
8. Elaborar las leyes que sean necesarias para luchar contra los narcóticos y los licores.
9. Luchar contra la prostitución.
10. Construir más hospitales, especialmente los que tratan enfermedades contagiosas y secretas, Balharsia y Enchlostoma en todos los distritos del país. 
11. Fundar asilos para ancianos y niños de la calle para abolir la mendicidad.
12. Hacer leyes que obligue a los padres a responsabilizarse de sus hijos hasta que alcancen la mayoría de edad para evitar la mendicidad y la propagación del vicio.
13. Organizar las cárceles para que sean escuelas de reforma y distinguir a los presos políticos de los delincuentes tratándolos de manera diferente.
14. Lucha contra las falsas creencias:
a) Expulsando a los charlatanes.
b) Prohibiendo "el Zar".
15. Establecer sanatorios para niños pobres para que los convalecientes y los anémicos puedan recuperar su salud y sus fuerzas allí y que los lugares elegidos para estos establecimientos sean Alejandría y Port-Said para el verano, Luxor y Helouan para el invierno.
16. Establecer parques infantiles públicos en barrios poblados donde las supervisoras se ocupen de estos niños durante las horas de trabajo de sus madres. 
17. Proteger la mano de obra del egoísmo del capitalismo.
18. Difundir los sindicatos agrícolas por todo el país.
19. Introducir nuevos cultivos distintos del algodón para que la fortuna del país no dependa de un solo ingreso.

### Parte femenina
1. Igualdad de ambos sexos en la educación; acceso gratuito a las escuelas de educación superior para todas las niñas que deseen aprender. 
2. Aumentar el número de escuelas secundarias para niñas, empezando por las grandes ciudades y la capital.  
3. Separación de los estudiantes por sexo en las escuelas. 
4. Sustituir gradualmente a los maestros por maestras, ya que estas últimas están más capacitadas para entender y atender a las niñas. 
5. Legalizar el derecho a voto a las mujeres en las elecciones, tanto si son ricas como si son educadas al principio. Sería ilógico e injusto que este derecho otorgado a las mujeres analfabetas fuese negado a las mujeres educadas o ricas, y que fusen sometidas a leyes en las que no participan cuando constituyen la mitad de la sociedad.
6. Realizar las reformas necesarias en la legislación conyugal para adecuarla al espíritu de la religión, que es que la justicia y la paz reinen en la familia. 
a) Redactar una ley que prohíba la poligamia, salvo en casos de necesidad absoluta.
b) Redactar una ley que exija que el divorcio sólo se pueda efectuar ante un juez, que reunirá a ambos padres de los cónyuges para intentar reconciliarlos, si es posible, de acuerdo con el texto del Corán. 
7. Hacer que las sentencias sobre casos de estado civil (pagos de pensiones) sean ejecutables en otros países.

## Estructura
Este periódico repetía una estructura muy similar en todas sus publicaciones. Comenzaba con la portada donde mostraba una mujer retirándose el velo e información sobre la revista formado por el título, un subtítulo, el nombre de la fundadora y la editora, el número y la fecha de la publicación. Continuaba con un índice que solía estar compuesto por discursos, resúmenes de congresos, algunas encuestas, opiniones, noticias sobre la UFE, y a veces poesía. Además, al comienzo de cada revista destacaban un personaje femenino influyente de su época que hubiera apoyado la lucha por los derechos de la mujer. Algunos ejemplos son: Mme Nelly Zananiri, Madame Eugénie Rouchdy Pacha o Mme Jeanne Marques. 

## Reivindicaciones
Hudà Sha‘arāwī vertió su discurso por los derechos de la mujer en numerosos discursos y en la publicación de artículos en el célebre periódico egipcio L’Égyptienne donde asentó su postura frente a temas tan polémicos como el uso del velo, el matrimonio y el derecho a la educación. 

### Educación
L'Egyptienne no solo apoyaba la creación de nuevas escuelas y universidades, sino también animaba a las más jóvenes con el fin de hacerles comprender la importancia de una buena educación. Y al finalizar sus estudios ofrecerles puestos de trabajo para ayudarles a ganar independencia económica.

### Matrimonio, poligamia y divorcio
La UFE tenía muy claro la necesidad de una reforma en las leyes del matrimonio y dentro de este campo en el divorcio y la poligamia. En una entrevista de Hudà Sha‘arāwī para L’Egyptienne explica y opina sobre las nuevas reformas de divorcio. Los grupos más conservadores, compuestos principalmente por ulemas, rechazaban las restricciones de la poligamia apelando al aumento del número de divorcios que surgirían como consecuencia. Sha‘arāwī no niega esta posibilidad, especialmente en las clases sociales más pobres e ignorantes. Sin embargo, ella confía en los responsables del código civil egipcio, que sabrán ejercer sus responsabilidades y aceptará la opción de divorcio de aquellos con motivos que lo justificaran. Además, apoya una nueva iniciativa dirigida a mujeres divorciadas o viudas que ofrece una subvención durante los primeros años. Esta propuesta nació con motivo del rechazo que sufrían las mujeres que se encontraban en dicha situación. El artículo concluye con la siguiente reflexión:

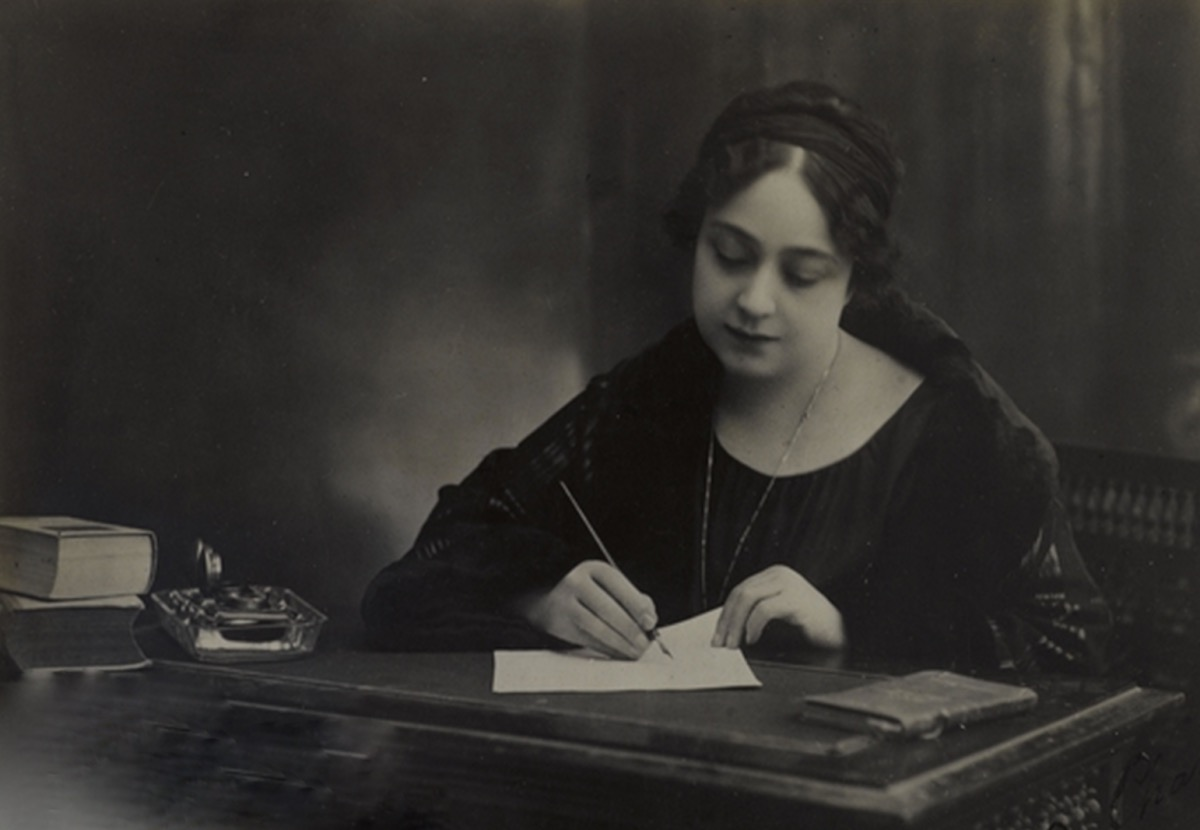
Hudà Sha‘arāwī

“La dernière réflexion de notre confrère “La Liberté” sur la question de filiation nous surprend car la déclaration de Mme Charaoui Pacha est assez claire. Elle ne s’oppose nullement à la suppression de ce grand privilège de la femme, à condition toutefois, qu’on donne à celle-ci en échange, de sérieuses garanties dans la nouvelle réforme pour assurer ses droits. Nous croyons utile d’ajouter que l’intention du législateur en permettant à la femme une demande en filiation aussi longue (d’après certains imams elle pouvait durer pendant toute la période de gestation), était probablement d’assurer à la femme divorcée, une compensation pécuniair pour le préjudice causé par la répudiation. C’était plutôt une mesure de clémence qu’une ignorance ridicule de la science, comme l’ont compris certains confrères” .
Además, gracias a su lucha y el apoyo que reciben, la UFE logra aprobar una ley que aumente la edad mínima en el matrimonio de los 13 años a los 16.